# Décès en 1032
Décès
- 1028
- 1029
- 1030
- 1031
- 1032
- 1033
- 1034
- 1035
- 1036

Cette page dresse une liste de personnalités mortes au cours de l'année 1032 :
- Mars ou avril : Bezprym, duc de Pologne[1].
- 22 ou 25 juillet : Constance d'Arles, ou Constance de Provence, morte à Melun, reine de France.
- 6 septembre : Rodolphe III, dit Le Pieux ou Le Fainéant, dernier roi de Bourgogne (°en 970).
- 4 octobre : Sanche V Guillaume de Gascogne[2], duc de Gascogne et comte de Bordeaux.
- 31 décembre : Ahmad Maymandi (en), vizir persan.

- Ælfsige II (en), évêque de Winchester.
- Arslan Isra'il (en), chef turc.
- Khwârezm-Shahs, souverain Khwârezm-Shah
- Constantin Diogène, général byzantin.
- Dunadach mac Cú Connacht (en), roi de Síol Anmchadha (en), (Irlande).
- Gillacomgain mac Maelbrigte, mormaer de Moray.
- Jean XIX, pape.
- Hasanak le Vizir (en), homme d’État iranien.
- Laugier de Nice, également appelé Laugier d’Orange-Mévouillon ou Laugier de Vence, coseigneur de Nice, de Gréollières, de Cagnes et de Vence.
- Li (en), impératrice consort chinoise.
- Mughron Ua Níoc (en), abbé de Tuam.
- Ottone Orseolo, 27e doge de Venise.
- Yusuf Qadir Khan, chef qarakhanide, roi de Kachgar, conquérant du Khotan bouddhique[3].

décès vers 1032
- Odo II (margrave de la Marche de l’Est saxonne)

## Crédit d'auteurs
- Cet article est partiellement ou en totalité issu de l'article intitulé « 1032 » (voir la liste des auteurs).